# Stadion FK Žarkovo
Stadion FK Žarkovo – stadion piłkarski w Belgradzie, stolicy Serbii. Został otwarty w 1973 roku. Może pomieścić 610 widzów. Swoje spotkania rozgrywają na nim piłkarze klubu OFK Žarkovo.